# Pholcus taibeli
Pholcus taibeli is een spinnensoort uit de familie trilspinnen (Pholcidae). De soort komt voor in Ethiopië.